# Ginés de Morata
Ginés de Morata (século XVI) foi um compositor espanhol ativo em Portugal durante o Renascimento.

## Biografia

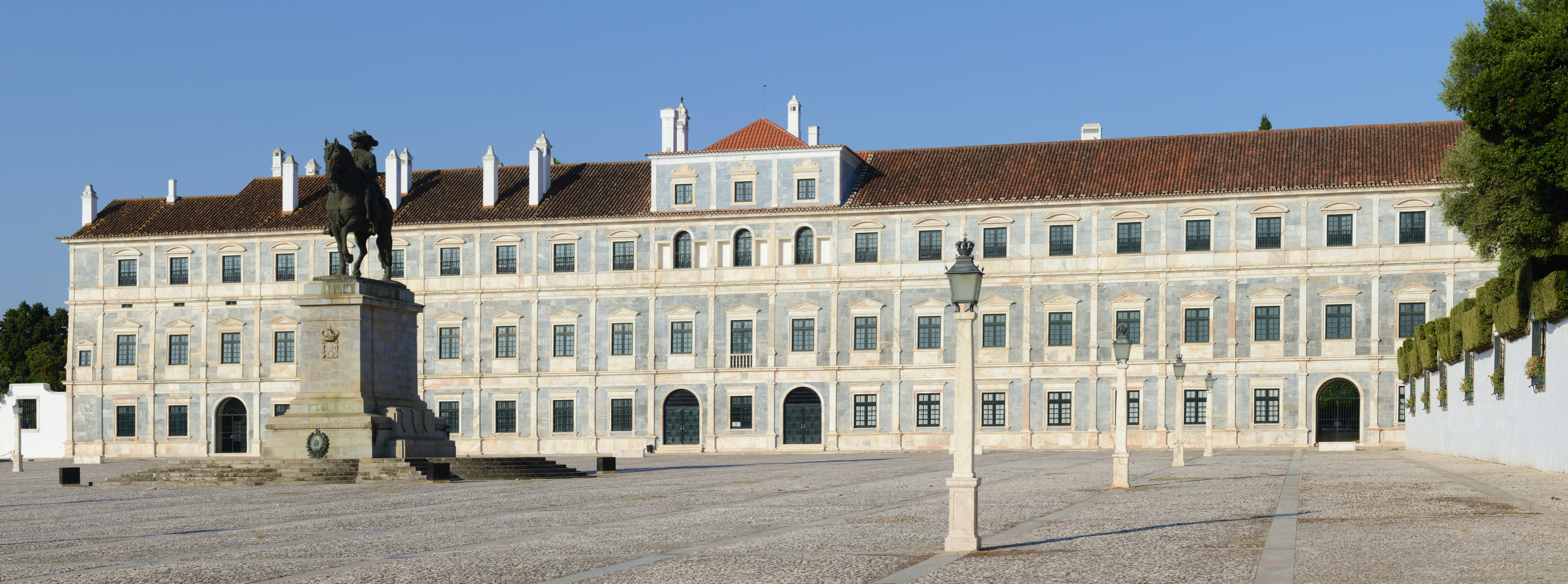
Paço Ducal de Vila Viçosa.

Da sua biografia são conhecidos poucos dados. É provável que tenha nascido em Espanha e tenha ido para Vila Viçosa durante os últimos anos da Dinastia de Avis a convite do duque de Bragança (D. Teodósio I ou D. João I) para ocupar o cargo de mestre de capela do seu Paço de Vila Viçosa. Crê-se que tenha falecido por volta de 1576, ano em que foi substituído no cargo pelo português António Pinheiro.
As obras que chegaram até à atualidade são admiradas pela sua grande qualidade. Composições profanas e religiosas são encontradas no Cancioneiro de Medinaceli, uma importante coletânea compilada na Andaluzia onde, aliás, é o segundo compositor mais representado só atrás de Cristóbal de Morales. Algumas dessas obras adaptam poesias da Diana de Jorge de Montemor. Na biblioteca do Paço Ducal de Vila Viçosa encontram-se manuscritos com outras obras religiosas em latim.
O conjunto preservado deve representar uma pequena parte da sua produção. A Biblioteca Real de Música de D. João IV possuía, segundo o Index da Livraria de Música motetes seus a 4, 5 e 6 vozes.

## Lista de obras
- Obras profanas:
  - Cancioneiro de Medinaceli[3]
    - "Aquí me declaró su pensamiento" a 4vv
    - "Ojos que ya no véis quien os mirava" a 4vv
    - "Descuidado de cuidado estava yo" a 4vv
    - "En el campo me metí" a 4vv
    - "Esos tus claros ojos" a 3vv
    - "La rubia pastorçica" a 3vv
    - "Llamo a la muerte" a 3vv
    - "Ninpha gentil, que en medio la espesura" a 4vv
    - "Pues que no puedo olvidarte" a 3vv
    - "Tú me robaste" a 3vv

- Obras religiosas e espirituais:
  - Cancioneiro de Medinaceli[3]
    - "Como por alto mar tenpestuoso" a 4vv
    - "Pange lingua" a 4vv
    - Para misa nueva ("Pues para tan alta prueva") a 3vv

  - Manuscritos da Biblioteca do Paço Ducal de Vila Viçosa[5]
    - "Aestimatus sum" a 4vv
    - "Cum descendentibus" a 4vv
    - "Gloria laus" a 4vv
    - "Sepulto Domino" a 4vv

## Discografia
- 1959 — El Siglo de Oro. Coral Antics Escolans de Montserrat e Eugeni Gassull-Duro. Faixa 4: "En el campo me metí".
- 1992 — El Cancionero de Medinaceli. Jordi Savall & Hespèrion XX. Astree. Faixa 16: "Pues que no puedo olvidarte".
- 1994 — Meus olhos van per lo mar. Coral Dinamene. Tradisom. Faixa 23: "Aestimatus sum".
- 1996 — Music for Holy Week at the Chapel of the Dukes of Braganza. A Capella Portuguesa & Owen Rees. Hyperion. Faixa 16: "Cum descendentibus".
- 1998 — Cantos de España. Victoria de los Ángeles. EMI Classics. Faixa 16: "Aquí me declaró su pensamiento".
- 2002 — Secular Polyphony of the Andalusian School: Sevilla circa 1560. La Trulla de Bozes. Passacaille. Faixa 12: "Ojos que ya no véis".
- 2003 — Entremeses del Siglo de Oro: Lope de Vega su tiempo. Jordi Savall & Hespèrion XX. Alia Vox. Faixa 8: Aquí me declaró su pensamiento".
- 2005 — Harmonie Universelle II. Jordi Savall & Montserrat Figueras & al. Alia Vox. Faixa 7: "Aquí me declaró su pensamiento".
- 2012 — Shipwrecked. music ensemble eX. Heresy Records. Faixa 9: "Pues que no puedo olvidarte".
- 2014 — The Voice of Emotion II. Montserrat Figueras. Alia Vox. Faixa 4: "Aquí me declaró su pensamiento".